# Uliánovski Avtomobilny Zavod

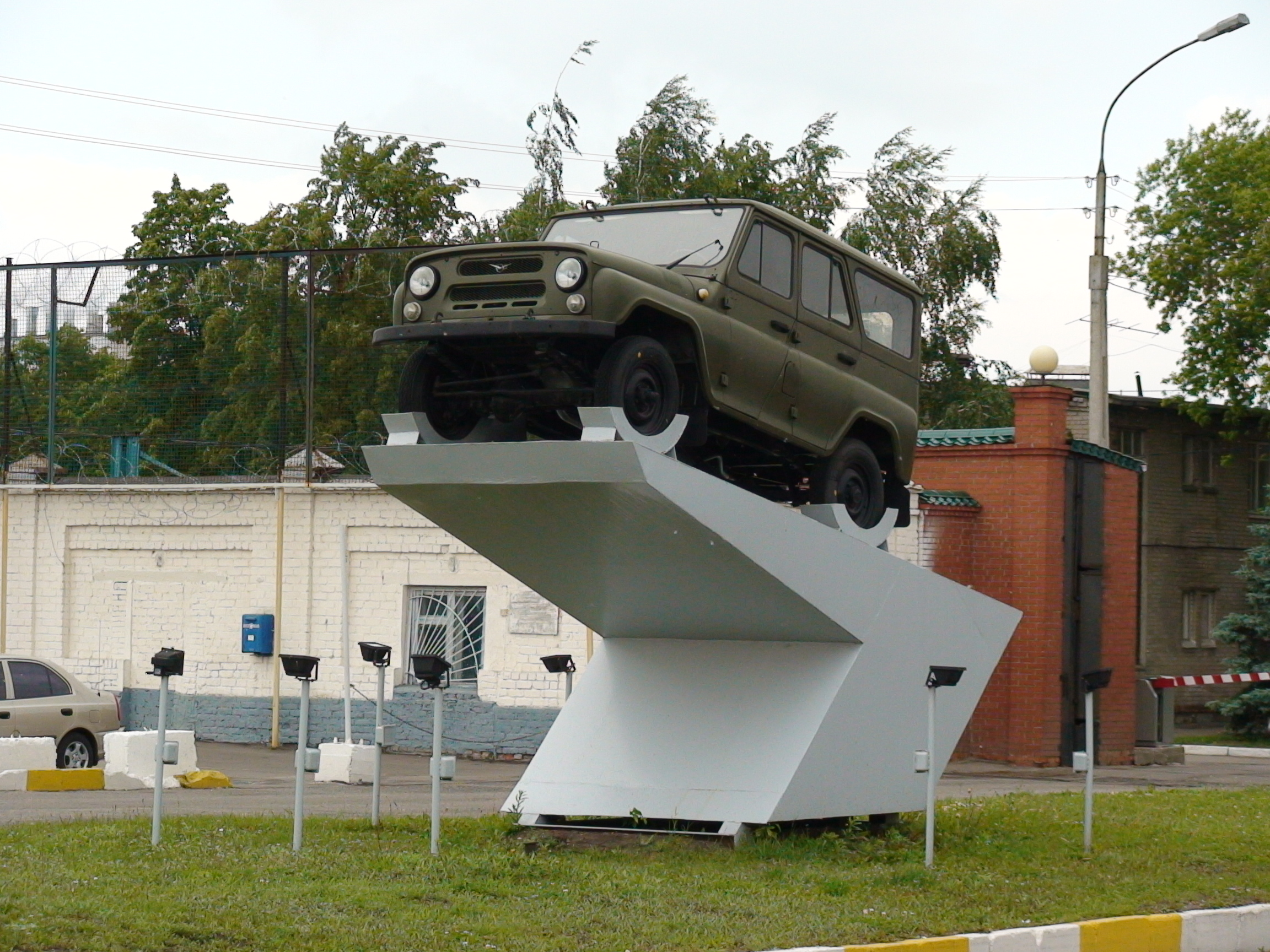
Un UAZ-469 en una estela al ingreso de la planta de la UAZ en Uliánovsk.

La Fábrica de Automóviles de Uliánovsk (en ruso: Ульяновский автомобильный завод, romanizado: Uliánovski avtomobilny zavod, abreviado УАЗ - UAZ), es uno de los fabricantes de automóviles más grandes de Rusia, especializado en camperos todoterreno y vehículos de transporte militar. Su sede y base se sitúa en Uliánovsk, Rusia desde donde exporta camperos off-road, autobuses y algunos modelos de camiones. Es muy conocida por su Modelo 469, que es un jeep usado extensivamente como campero de uso militar tanto en Rusia como en el resto del mundo. Las plantas de producción de UAZ inician sus labores en el año de 1941 como parte de los esfuerzos soviéticos durante la guerra.

## Historia

### Gran Guerra Patriay laposguerra
La Planta Automotriz de Uliánovsk se fundó en 1941 como resultado directo de la Invasión de la Unión Soviética por parte de Alemania. Ante el rápido avance de las tropas alemanas, los miembros del politburó soviético se vieron forzados al traslado de sus industrias antes de que fueran capturadas, concentrándola en las zonas orientales del país, y así evitar el corte de los suministros de la URSS a sus tropas. En respuesta a los pedidos hechos por Iósif Stalin, se ordena la evacuación de las industrias estratégicas y/o cruciales del gran complejo industrial soviético hacia el Este. Para octubre de 1941, y ante el rápido avance alemán, que los acercó peligrosamente hacia Moscú; aceleraron la toma de la decisión del traslado de las factorías que se encontraban en Moscú, incluyendo al fabricante automotríz de ZIS hacia el pueblo de Uliánovsk, a orillas del Volga. Este pueblo, una naciente ciudad y centro industrial con una infraestructura suficientemente desarrollada y con una muy buena fuente de mano de obra cualificada, era el lugar ideal para el traslado y la reconstitución de la fábrica. Aparte, este sitio se consideraba suficientemente seguro y lejos del alcance del ejército nazi. Al mismo tiempo de su fundación, a la planta se le consideraría una de las subsidiarias de la ZIS. Para el año de 1942, la planta inicia la producción de municiones para la artillería y de automóviles, con ello contribuyendo al gran esfuerzo de guerra soviético. El primer automóvil producido en la factoría sería un camión ZIS-5 con capacidad de carga de tres toneladas.
En 1943, cuando el fin de las acciones germanas dejaba ya claro una aplastante victoria para los soviéticos, se hizo innecesario el trasladar lejos del alcance de los alemanes las industrias vitales de la Unión Soviética, dejando el traslado de las máquinas e instalaciones en la ciudad de Uliánovsk, ya el único fin de ser separada de manera administrativa de la marca ZIS, que luego sería reconstruida en Moscú desde cero. Esto era de acuerdo a las duras políticas de prevención soviéticas de posguerra en las que se debería resguardar varias operaciones industriales consideradas insustituibles. Esto, en la concepción de dicha era, era algo muy necesario, dado el imperioso avance de los posteriores enemigos en la concepción de la Guerra Fría, y al hacer más eficientes sus instalaciones para dejar las nuevas como las principales, siendo las plantas originales, y tan solo aquellas que sobrevivieran a los desmanes de la guerra; reacondicionadas de nuevo al fin de las acciones bélicas, y frecuentemente se recurría en la Segunda Guerra Mundial a que con la maquinaria alemana capturada de las factorías nazis se hicieran dichas labores. A fines del año 1944, las líneas y la producción total del ZIS-5 serían transferidas a la Fábrica de Automotores de los Urales en Miass, siendo la de Uliánovsk la encargada de la producción del pequeño GAZ-AA. En 1954, la producción se expandió al incluir el modelo de jeep GAZ-69. Dos años después, la factoría no sólo se encargaría ya del ensamblaje de dichos jeeps con partes entregadas de otras instalaciones, sino que ya sería capaz de fabricar los camperos y otros modelos de automóviles en su integridad por sus propios medios.

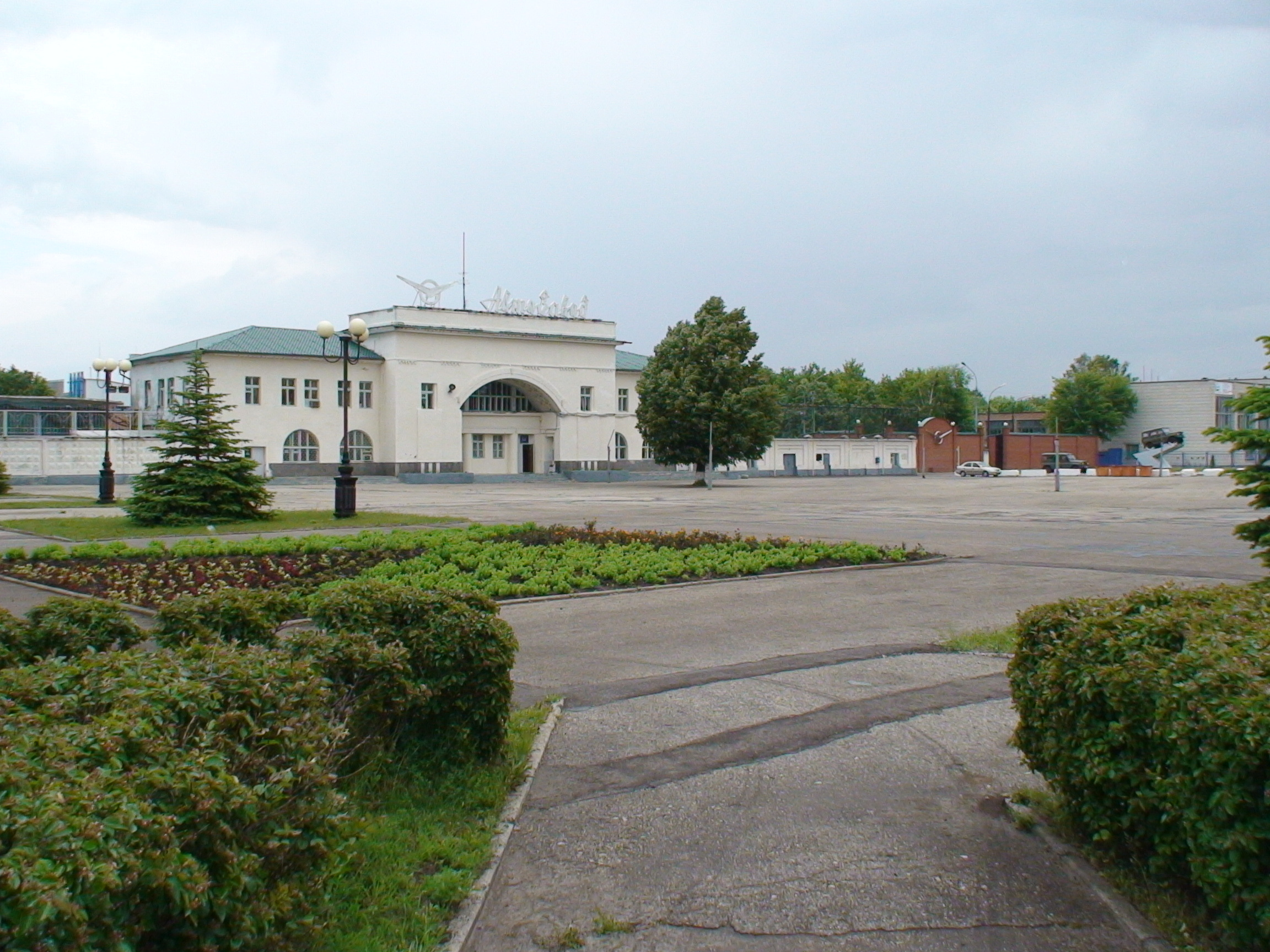
Entrada principal a la Planta Automovilística de Uliánovsk (UAZ).

### Años dorados
En 1958, UAZ inicia la producción de sus primeros vehículos de forma totalmente independiente y sobre la base de sus propios diseños automotrices; el UAZ-450 daría lugar posteriormente al nacimiento de una familia de camiones y furgonetas. En 1966, el UAZ-452D, que es una evolución del 450, se puso en las líneas de producción. El 452 se convertiría en el "tractor" de la agricultura soviética de ese entonces, y hasta en vehículo de patrullaje de la policía.
En 1972, el muy reputado pero desfasado GAZ-69 sería reemplazado por el UAZ-469, con un diseño más moderno y sofisticado, pero sobre la base de la mecánica del anterior. El UAZ-469 sería muy similar en su concepción al modelo original del Jeep norteamericano, un vehículo muy rudo y muy poco confortable, pero muy capacitado para vadear los difíciles obstáculos y recorrer el territorio de la Estepa rusa y cualquier clase de terrenos, y que contaba, además, con un mantenimiento fácil de realizar. El 469 alcanzó la categoría de leyenda gracias a su robustez y gran fiabilidad mecánica, aparte de su capacidad todoterreno, pero no se vieron prontamente sus versiones de uso civil, ya que su concepción era la de un todoterreno de uso para la policía y los militares de Rusia. No obstante, una variante de uso comercial estuvo disponible, la cual era producida por el fabricante Trabajos Automotores de Lutzk.
El UAZ-469 y sus variantes modificadas se ganaron el respeto y aprecio de los aficionados a las competiciones "off-road"; todo gracias a sus habilidades, fiabilidad y su simplicidad mecánica. Muchos de los entusiastas de los 4x4 le dieron la justa bienvenida gracias a su bajo costo y lo vieron como una alternativa al Jeep norteamericano, al Land Rover británico y al Land Cruiser japonés.

### Crisis en los 90 y relanzamiento
Tras el colapso de la URSS, la UAZ reinició sus procesos y empezaría para dicha fábrica a sentirse las consecuencias de tal hecho, como es el cambio de la mentalidad de los compradores. Por una parte, las personas esperaban comprar coches de acuerdo a su reputación y estatus económico; en el otro lado, las mayorías preferían usar vehículos importados de la gama todo terreno de procedencia extranjera, y que tenían mayores lujos y mejor equipamiento, esto debido a la "pobre" calidad y a la dudosa fiabilidad de los coches de marca UAZ, hechos en Rusia, frente a los modelos importados en los años 90. La UAZ pese a dichos hechos, comienza a producir versiones ligeramente modificadas de la versión de sus UAZ-469 originales, comenzándolos a renombrar como UAZ Hunter, pero pese a esta desesperada medida, las ventas siguieron cayendo.
Aparte a este problema, la UAZ experimentaría una serie de problemas de capital y financieros, que como resultado, trajeron la caída en la calidad y en los controles de la misma, a pesar del costo; que resultaron en el recorte de la tasa de producción de los coches de marca UAZ, ante las constantes quejas por la paupérrima calidad de los camperos comparados a los que se hacían en la era soviética.
En el año 2004, la autoplanta fue adquirida por el conglomerado Severstal Financial Group, quien a su vez hizo grandes inversiones, aprovechando la caída en el precio de los activos de varias planta automotrices de la era soviética, tales como la de ZM en Naberezhnye Chelny, y la de KamAZ.
En el 2005, un nuevo vehículo de la gama SUV, el UAZ Patriot, se exhibe al público. Dado el extensivo uso de partes hechas por terceros y/o subcontratistas (que le permitieron a la UAZ el reemplazar su notoria transmisión con una de procedencia surcoreana; que dejó de ser de buena calidad, pero que ayudó a reimplantar estándares de calidad aceptables al ser sus técnicas de fabricación incorporadas a las líneas de parte locales), de mayor capacidad, suficiente capacidad off-road, y que le dieron un precio final bastante asequible (menos de US$15,000), y que le ayudaron a subir nuevamente sus niveles de ventas en Rusia. Siguiendo con su retoma del mercado, la UAZ exhibe una nueva versión de 4 puertas y capacidades pickup a su línea de modelos.

## Fiabilidad
Con el lanzamiento del UAZ-469 (y de sus modificaciones) la firma se ha ganado la reputación de construir una serie de vehículos muy fiables y capaces, en las variantes con tracción 4x4. Esto ha hecho que su popularidad sea muy alta entre los aficionados a nivel mundial de los vehículos de tipo off-road y entre los entusiastas tanto en las anteriores repúblicas soviéticas como fuera de Rusia, así como en el resto de Europa, Asia, Suramérica y de África, y es el preferido por muchos por sobre legendarios modelos de 4x4 como los Land Rover, Jeep y Toyota.
Una de las principales razones del éxito del 469 radica en su muy simple diseño, que le permite un muy fácil y rápido mantenimiento y cuyas reparaciones son muy económicas. Su simplicidad deliberada en el diseño se hizo por dos razones principalmente: para cumplir los requerimientos de las Fuerzas Armadas Soviéticas, así como para poder serle útil al común de las personas dentro de la Unión Soviética/Rusia, que prefieren el reparar todos sus vehículos por sí mismos y que no acuden con ellos ante servicios mecánicos autorizados.
Ante la gran fiabilidad de los UAZ, se han hecho públicas algunas de sus debilidades, que son muy contadas como vehículo 4x4, y que han dañado ligeramente su reputación.
La transmisión original del 469 es bien conocida por tener problemas al no serle hecho un mantenimiento de la manera apropiada (como se le indica a su propietario en el manual del propietario). Otro de los mayores problemas fuera de Rusia ha sido el de la producción de sus partes de repuesto, y en el caso de las metálicas, se hacen con metales de muy baja calidad. Para los años 90 (y luego de la caída de la Unión Soviética) se hacía significativamente evidente la baja en los controles (antes muy rigurosos) de calidad en la producción de partes y ensamblaje de los UAZ, así como la compañía se vio forzada a sobrevivir y dejó caer sus plantillas de empleados especializados en manos de otras compañías ávidas de mano de obra cualificada, al no poderles dar su justo pago en sus salarios.
Otros problemas radicaron al encontrarse de frente a un nuevo mercado, que les demandaba de manera encarecida la modernización del vehículo, pues muchos de los nuevos componentes y partes eléctricas y otras de las partes cosméticas han resultado ser de mala calidad. Para paliar estos problemas, y de paso; retornarle la fiabilidad de los vehículos UAZ de antaño, recientemente la compañía ha reinstaurado un nuevo sistema de aseguramiento de la calidad y nuevos controles e inspectores que han ayudado a reducir los números de vehículos UAZ defectuosos que llegan a los concesionarios alrededor del mundo.

## Galería de imágenes

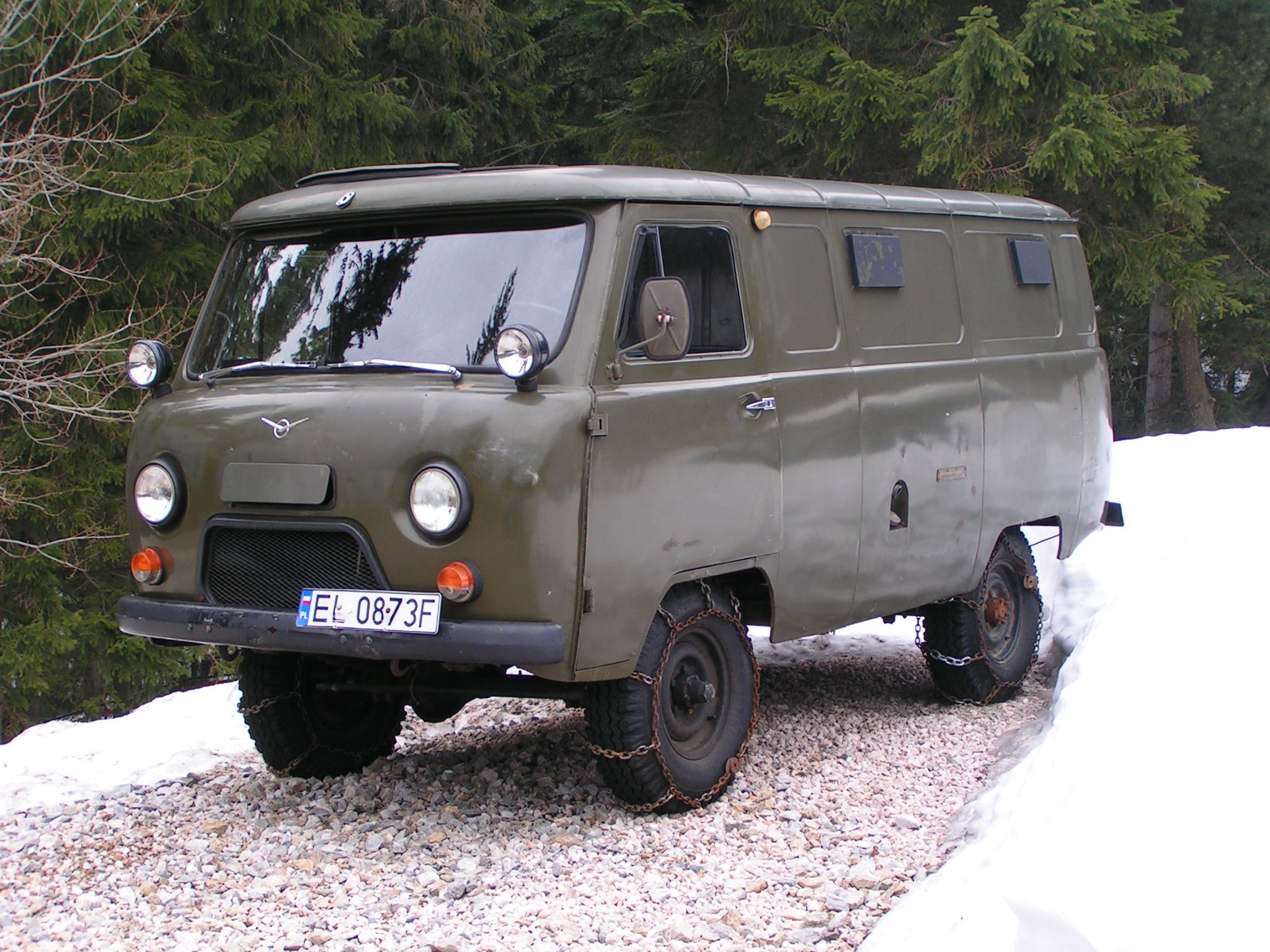
UAZ-452 («Bukhanka»)
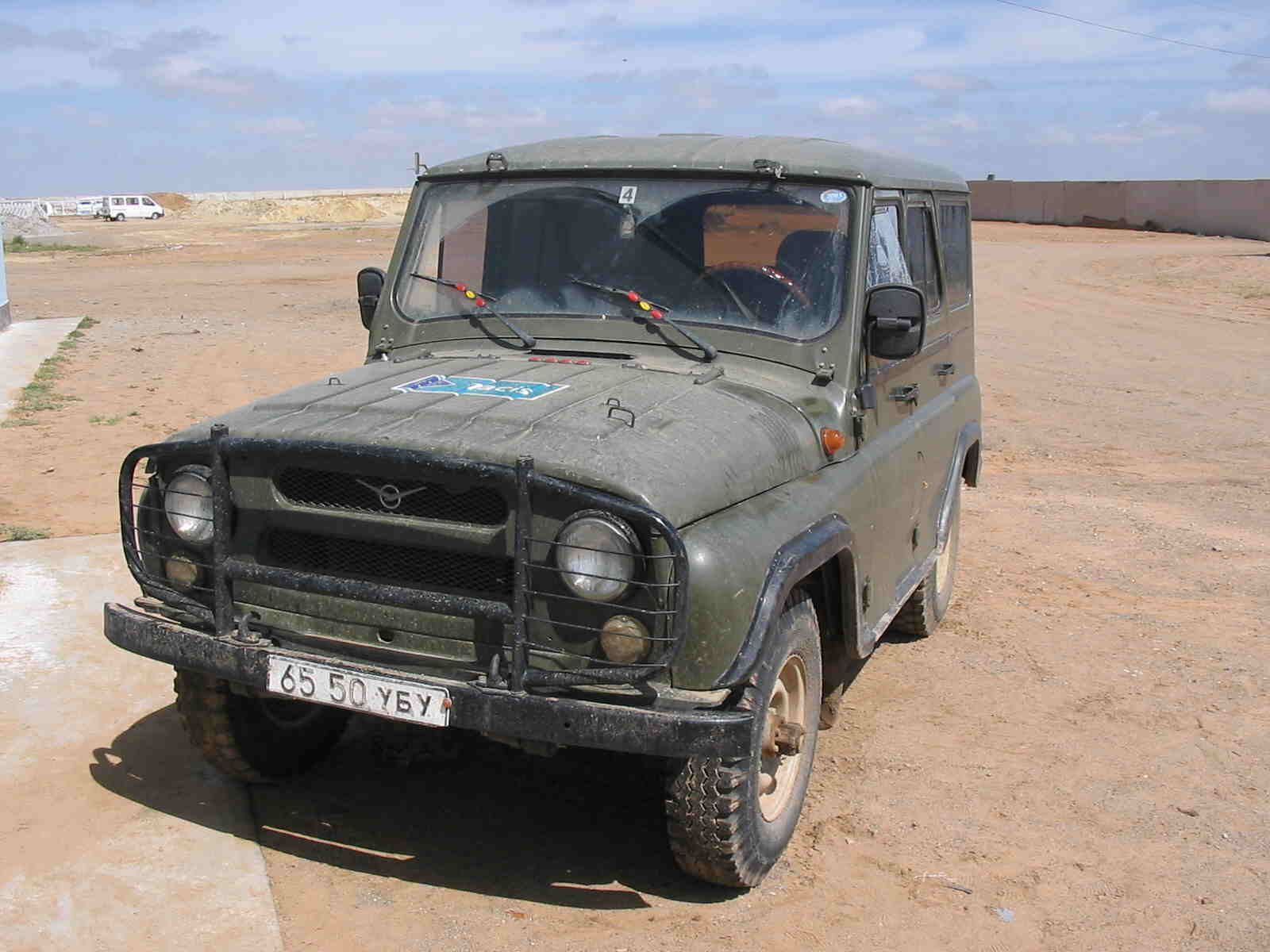
UAZ-469 («Bobik»)
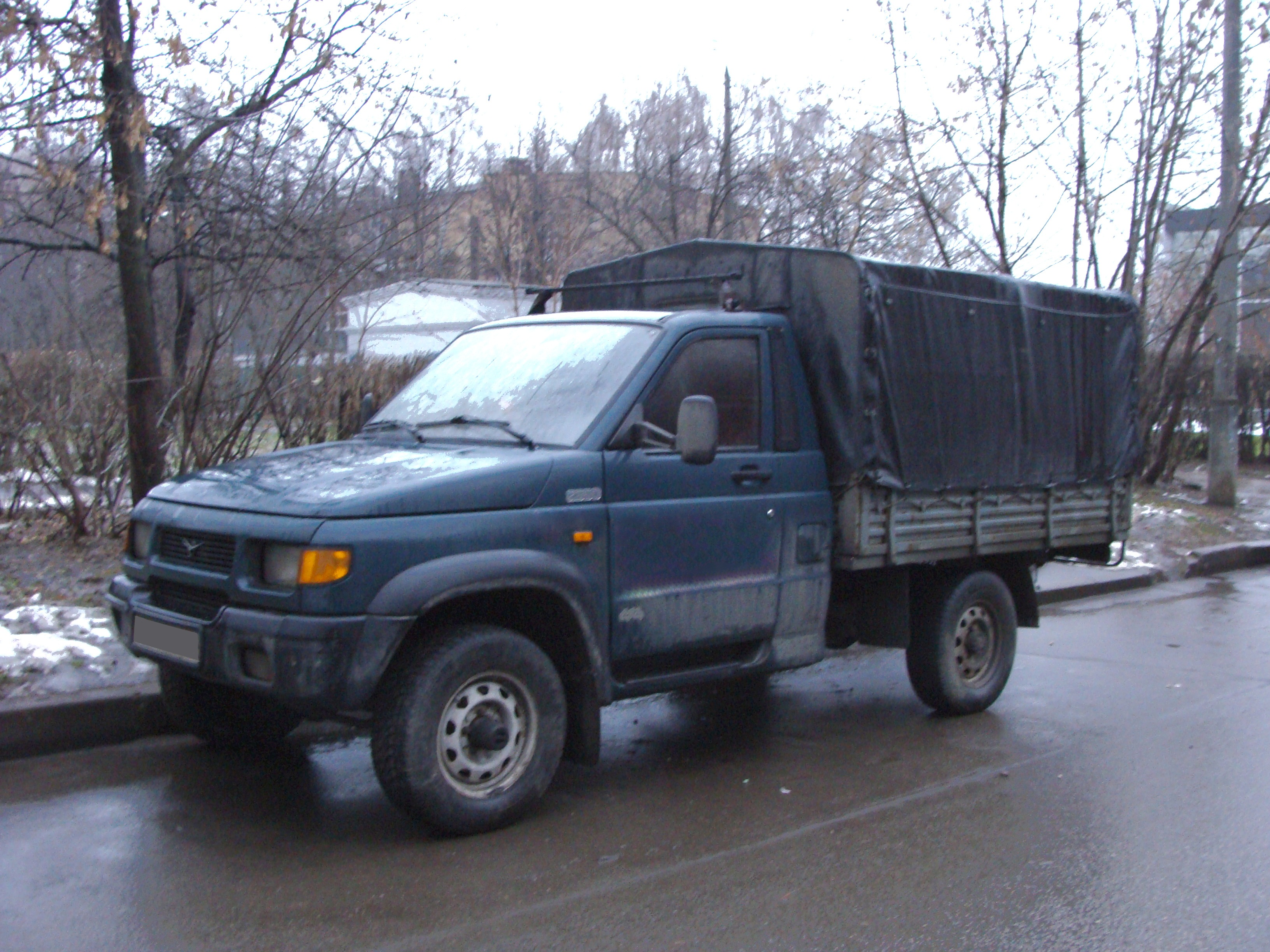
UAZ-2360
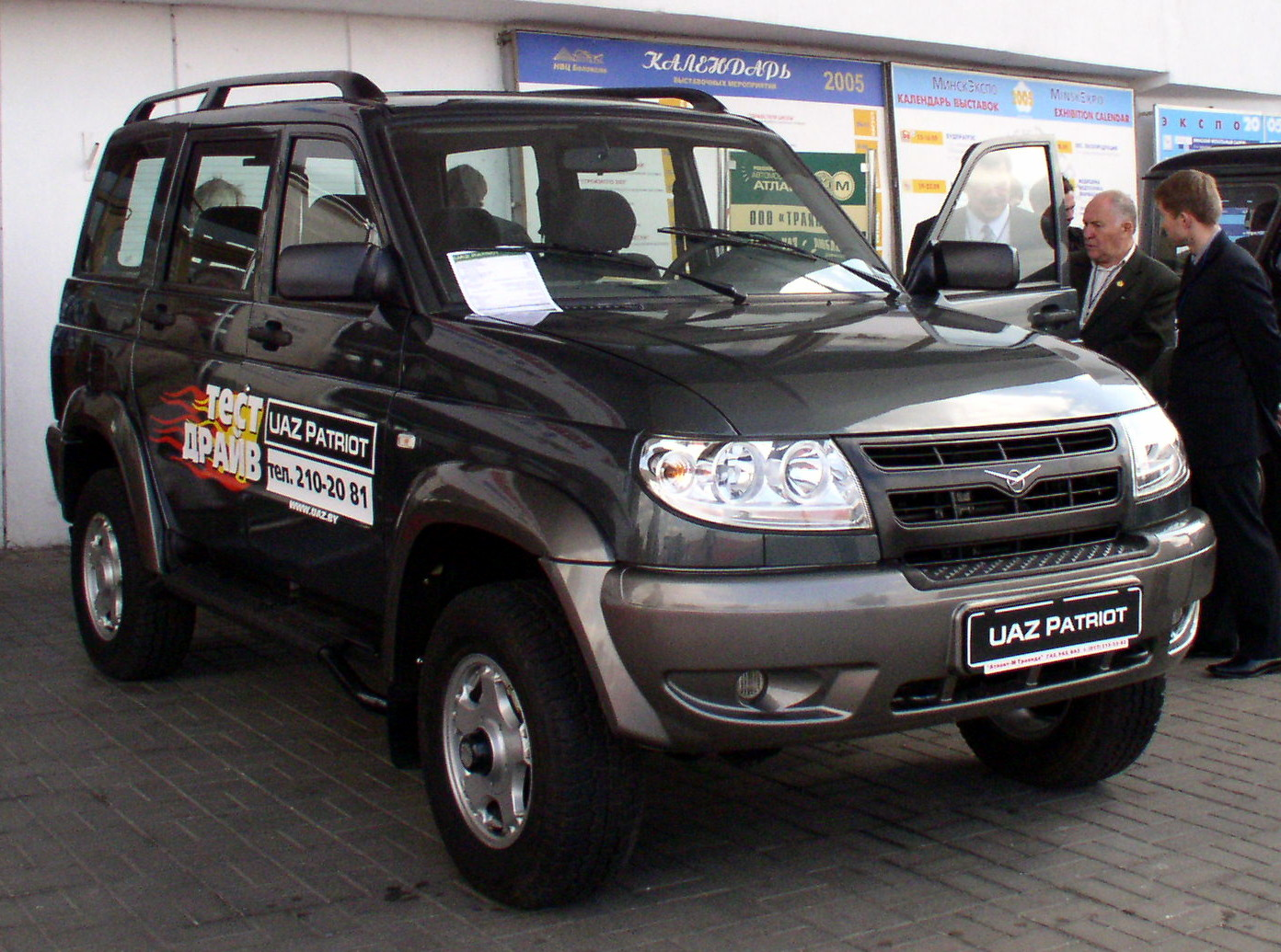
UAZ Patriot
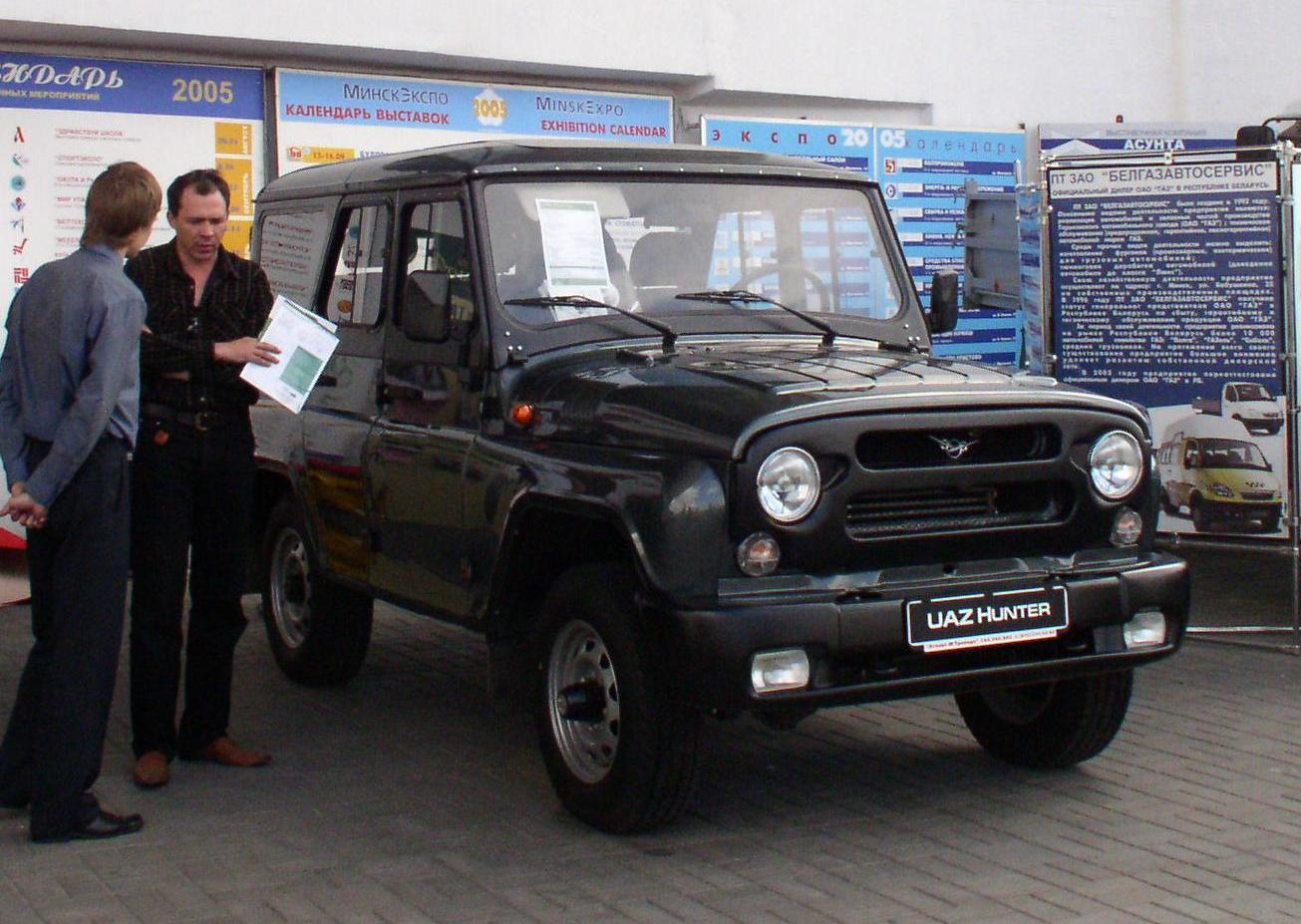
UAZ Hunter
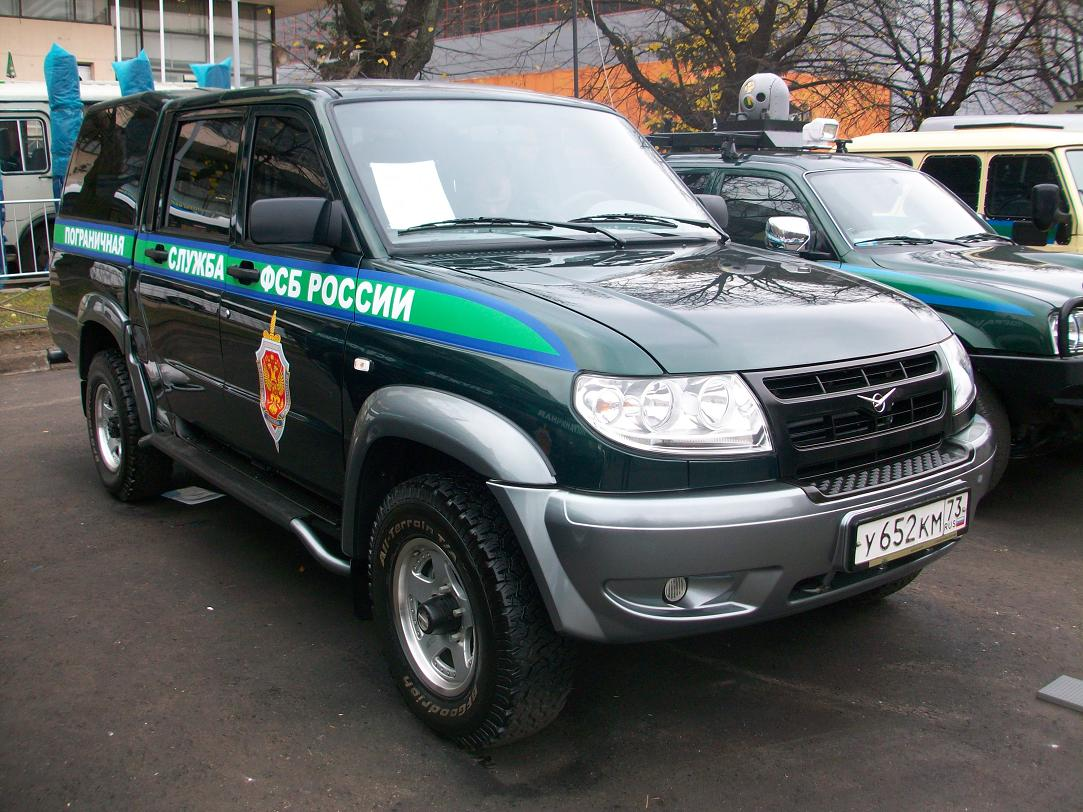
UAZ Patriot Pickup
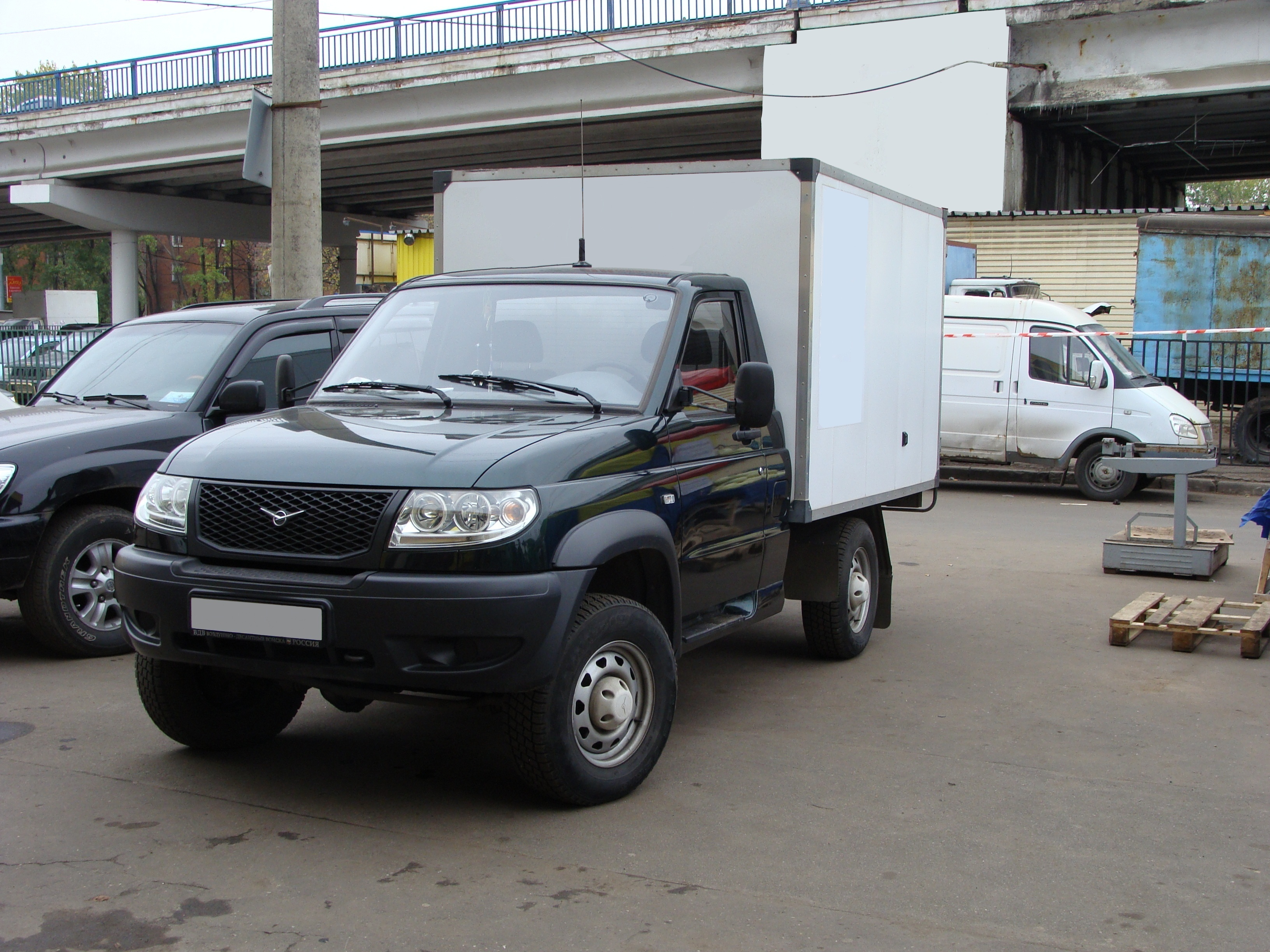
UAZ Pickup — vehículo de carga.
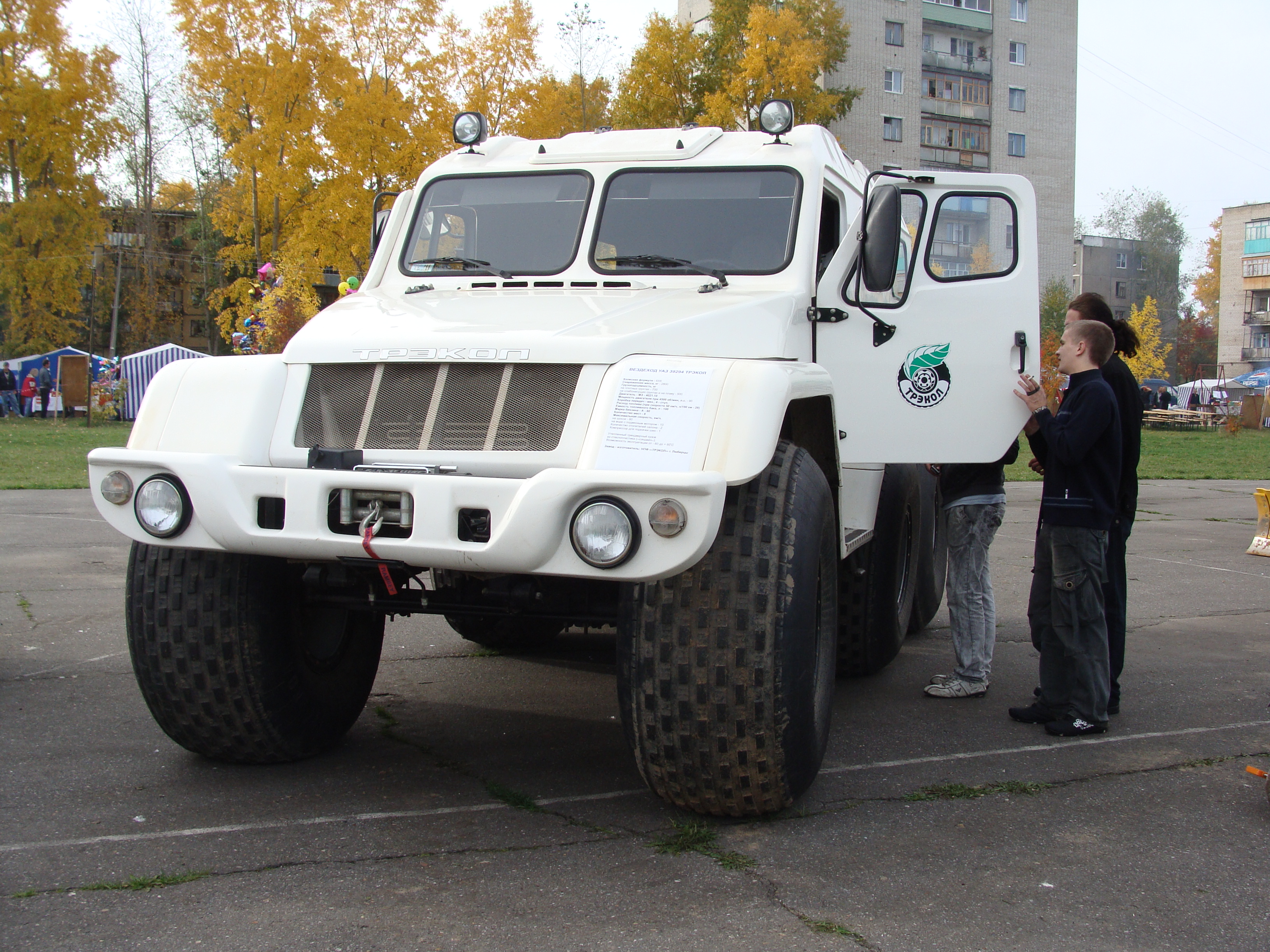
Vehículo de tipo todoterreno UAZ-39294 «TREKOL»